# Fatali khan Khoiski
Fatali kan İsgandar oglu Khoyski o Fatali kan Khoyski (o Fatali kan Khoylu; Yelizavetpol, Nujá, Imperio ruso, 7 de diciembre de 1875-Tbilisi, 19 de junio de 1920) fue un político azerbaiyano, diputado de la segunda Duma Estatal del Imperio de Rusia, comisario de educación popular dependiente del Comisariado Transcaucásico (1917-1918) y ministro de Justicia de la República Democrática Federal de Transcaucasia (1918). Fue nombrado primer ministro y ministro del Interior (1918-1919) tras la promulgación de la República Democrática de Azerbaiyán (RDA), asimismo, trabajó desempeñando los cargos de ministro militar, de justicia (1918) y de asuntos exteriores (1918-1919 y 1919-1920) de la RDA.

## Vida

### Primeros años
Fatali kan Khoyski nació en la ciudad de Nujá el 7 de diciembre de 1875. Su padre, Iskandar kan Khoyski era teniente general del Regimiento de la Guardia Real Cosaco del Imperio Ruso, su madre la señora Sharabani era hija de Haji Molla Zeynal. Su bisabuelo Jafargulu, que tenía su kan, se había refugiado en las Tres Iglesias - Echmiadzin, con su ejército de 20,000 soldados tras perder la batalla contra el sah iraní Fatali. Después de acabar su educación en el gimnasio de Elizavetpol (Ganja), Fatali ingresó en la facultad de Derecho de la Universidad Estatal de Moscú. Terminó la universidad con el primer grado en 1897 y en agosto del mismo año fue nombrado candidato menor para asumir cargos en los tribunales de la corte del distrito de Elizavetpol, por orden del supremo presidente de la cámara tribunal de Tbilisi.
Después de trabajar durante varios años en Kutaisi, Zugdidi y Sukhumi, Fatali kan fue elegido diputado independiente de la II Duma Estatal del Imperio Ruso en la provincia de Elizavetpol.  Fue elegido para una serie de comisiones: financiera, sobre la inviolabilidad personal, sobre la revisión de la presentación del Ministerio de Justicia para someter a 55 miembros de la Duma Estatal a responsabilidad penal (en cargo de secretario) y sobre la solución de la admisibilidad del proyecto de amnistía en la discusión de la Duma Estatal.
Fue miembro de la fracción musulmana, se oponía a la política de migración y favorecía más al partido de los cadetes. Después de la Revolución de febrero de 1917 fue participante del primer Congreso de Musulmanes Caucásicos (abril, Bakú); fue miembro del Comité Ejecutivo del Consejo Musulmán de Toda Rusia en el Primer Congreso Musulmán de Toda Rusia que se celebró en mayo en Moscú. Asistió al primer congreso del partido “Musavat” (26-31 de octubre) como independiente, sin partido. Apoyó la demanda de los musavatistas de otorgar autonomía a Azerbaiyán dentro de Rusia. Dirigió la Duma de la ciudad de Bakú (octubre de 1917 - abril de 1918). Fue comisario de educación pública dependiente del Comisariado de Transcaucasia (15 de noviembre de 1917 - 10 de febrero de 1918). Miembro de la Asamblea Transcaucásica (10 de febrero - 26 de mayo de 1918); entró en la fracción de "Musavat" y del grupo democrático independiente,  sin partido. Fue designado ministro de justicia del gobierno de Transcaucasia desde el mes de abril. Miembro del Consejo Nacional Provisional de Azerbaiyán (27 de mayo - 7 de diciembre). Desde el 27 de mayo ejerció el cargo de Presidente del Comité Ejecutivo del Consejo Nacional.

### En los años de la RDA

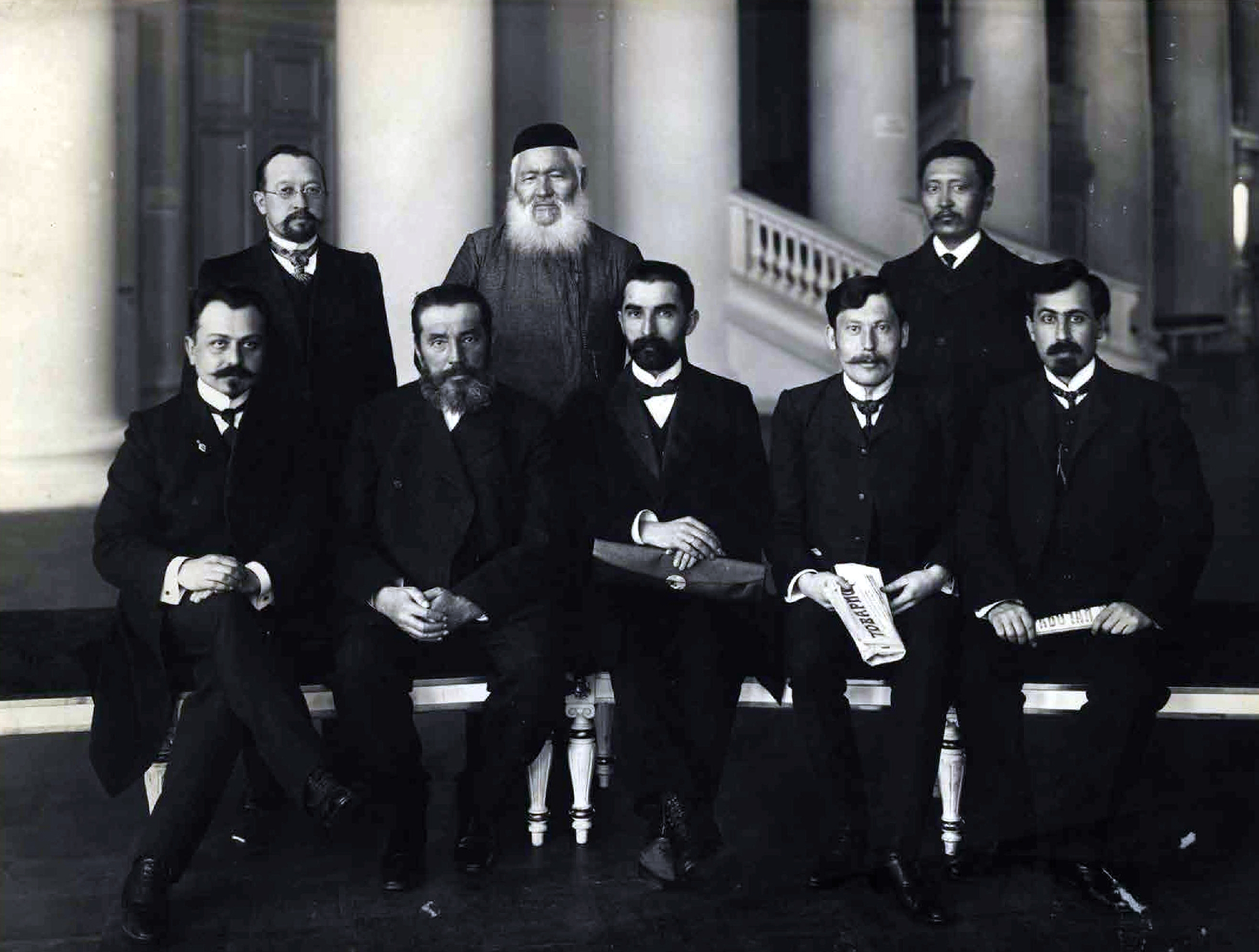
Fatali kan Khoyski (sentado a la izquierda) con un grupo de diputados de la II Duma. 1907

Después de la disolución de la asamblea de Transcaucasia, el 27 de mayo de 1918, los miembros de la fracción musulmana, ya de la antigua asamblea de Transcaucasia, convocaron a una reunión extraordinaria para discutir la situación política que había surgido. La reunión decidió hacerse cargo de la administración de la Transcaucasia Oriental, y se declaró a sí mismo el Consejo Nacional Provisional de Musulmanes de Transcaucasia. Se formó un cuerpo ejecutivo compuesto por 9 personas dependiente del Consejo Nacional, cuya tarea era administrar varias esferas de la vida de la república. F. Khoyski fue elegido presidente del órgano ejecutivo.
Al día siguiente, tuvo lugar la primera sesión del Consejo Nacional: la disolución de la asamblea, la proclamación de la independencia de Georgia y la posición de Azerbaiyán fueron los temas principales de la agenda. Algunos miembros del consejo apoyaron la proclamación de la independencia de Azerbaiyán. Fatali kan Khoyski, a su vez, propuso la creación de un gobierno de pleno derecho y comenzar las negociaciones con otros países sin declarar la independencia de Azerbaiyán hasta aclarar algunas cuestiones en las regiones. Como resultado, el Consejo pidió la declaración inmediata de Azerbaiyán como una república democrática independiente con 24 votos a favor (incluido F. Khoyski) y dos abstenciones. Fatali kan Khoyski anunció la composición del Gobierno Provisional, en el cual asumió el cargo de jefe del gobierno y ministro de asuntos interiores. El 30 de mayo, el presidente del Consejo de Ministros F. K. Khoyski envió un telegrama a los ministros de Asuntos Exteriores de varios estados sobre la proclamación de la independencia de Azerbaiyán:

Constantinopla, Berlín, Viena, París, Londres, Roma, Washington, Sofía, Bucarest, Teherán, Madrid, La Haya, Moscú, Estocolmo, Kiev, Christiania, Copenhague 
Desde que la República Federativa de Transcaucasia se derribó por la separación de Georgia, el Consejo Nacional de Azerbaiyán anunció el 28 de este mes la independencia de Azerbaiyán, que consiste en la Transcaucasia oriental y meridional, y creó la República de Azerbaiyán. Informándole de lo expuesto más arriba: tengo el honor de solicitarle a su excelencia que informe a su gobierno al respecto. La sede del gobierno temporal se sitúa en Elizavetpol. Firma Khoyski, presidente del Consejo de Ministros de la República de Azerbaiyán.
Fatali kan Khoyski

Copia del radiograma sobre la proclamación de la independencia de Azerbaiyán enviado por Khoyski a los ministros de asuntos exteriores de varios estados, fechada el 30 de mayo de 1918.
Fue presidente del Consejo de Ministros (26 de mayo de 1918), asimismo, ministro del Interior (28 de mayo - 17 de junio) y ministro de Asuntos Exteriores (26 de diciembre de 1918 - 14 de marzo de 1919). El 16 de septiembre unidades del ejército islámico caucásico ingresaron a Bakú. Al día siguiente, el gobierno de Azerbaiyán se mudó a la ciudad. Según Baykov, F. Khoyski recorría alrededor de la ciudad en un automóvil abierto y lo recibían los musulmanes jubilosos. Se dimitió por las acciones ilegales con petróleo de los miembros del gobierno.
El gobierno presidido por Khoyski acogió con satisfacción la ocupación de las regiones musulmanas del Cáucaso en los meses junio y julio por Turquía y la liberación de Bakú por el ejército turco en septiembre de 1918. Miembro del Parlamento de Azerbaiyán (7 de diciembre de 1918 – 27 de abril de 1920). Ministro de Asuntos Exteriores (24 de diciembre de 1919 - 30 de marzo de 1920). Miembro de la delegación de Azerbaiyán en la primera conferencia de representantes de las repúblicas de Transcaucasia (25 de abril - 30 de mayo de 1919, Tbilisi).

### Asesinato

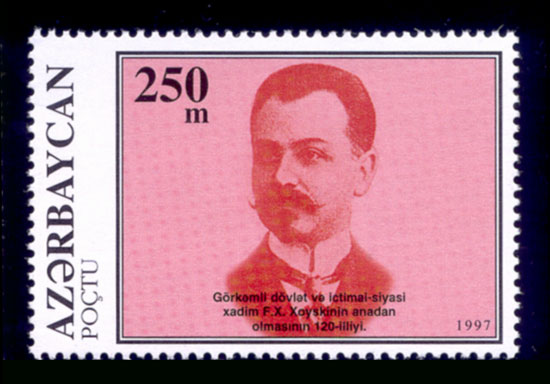
Sello postal emitido con motivo del 120° aniversario del nacimiento de Fatali Kan Khoyski.

Después del establecimiento del poder soviético, Fatali kan Khoyski se mudó a Tbilisi y el 19 de junio de 1920 fue asesinado ahí. Sus asesinos, Aram Yerganyan y Misak Grigorian, eran miembros del partido Dashnaktsutiun. Ellos dispararon a Fatali kan Khoyski por la espalda en la plaza de Ereván en Tbilisi. Fue enterrado en el antiguo cementerio musulmán situado en el territorio del Jardín Botánico del Tbilisi de hoy. Su funeral fue llevado a cabo por el consulado de Irán en Tbilisi.

## Vida privada
Fatali kan Khoyski era un musulmán chiita. Sabía lenguas rusa y azerbaiyana. Sin embargo, él hablaba en azerbaiyano con dificultad. En los años de la RDA algunos parientes de F.Khoyski ocupaban puestos prominentes, administrativos y gubernamentales. Su hermano mayor Huseyngulu kan Khoyski fue vicegobernador de Ganja por un tiempo. Su hermano menor Rustam kan Khoyski fue ministro de caridad social en el gobierno de Fatali kan Khoyski.
Fatali kan Khoyski tuvo tres hijos: Tamara (1902-1990), Murad (1910-1973) y Anvar (1914-1935).  La hija estuvo casada con Mirza Davud Huseynov, que ocupó los cargos de presidente del Comité Central del Partido Comunista de la RSS de Azerbaiyán, comisario de Finanzas de Azerbaiyán y primer secretario del Comité Central del Partido Comunista de la RSS de Tayikistán. Su hijo Murad trabajó en el departamento de transporte en Bakú. El hijo pequeño Anvar no se despertó de la narcosis producto de una operación por diabetes realizada en Moscú.

## Memoria
- Sello postal emitido con motivo del 120° aniversario del nacimiento de Fatali Kan Khoyski.
- En Bakú una de las avenidas lleva el nombre de Fatali kan Khoyski.
- En 1997, se emitió el sello postal de Azerbaiyán, dedicado a Khoyski.
- En el territorio del Jardín Botánico de Tbilisi donde él fue enterrado se erigió una lápida sepulcral.
- En la pared de la que fuera su casa en Bakú (en la calle Istiglaliyat), donde Fatali kan Khoyski vivió desde el 1918 hasta el 1920, fue instalado un bajorrelieve.
- La calle antes llamada Karl Marx en Shaki ahora lleva el nombre de Fatali kan Khoyski.
- En la película Ali y Nino, el papel de Fatali kan Khoyski fue interpretado por el actor turco Halit Ergenc.

## Seguir
- Fətəli xan Xoyski haqqında sənədli film

- Wikimedia Commons alberga una galería multimedia sobre Fatali khan Khoiski.